# Bruno Arena
Bruno Arena (Milano, 12 gennaio 1957 – Barasso, 27 settembre 2022) è stato un comico, cabarettista e attore italiano, noto soprattutto per aver fatto parte del duo comico Fichi d'India insieme a Max Cavallari.

## Biografia

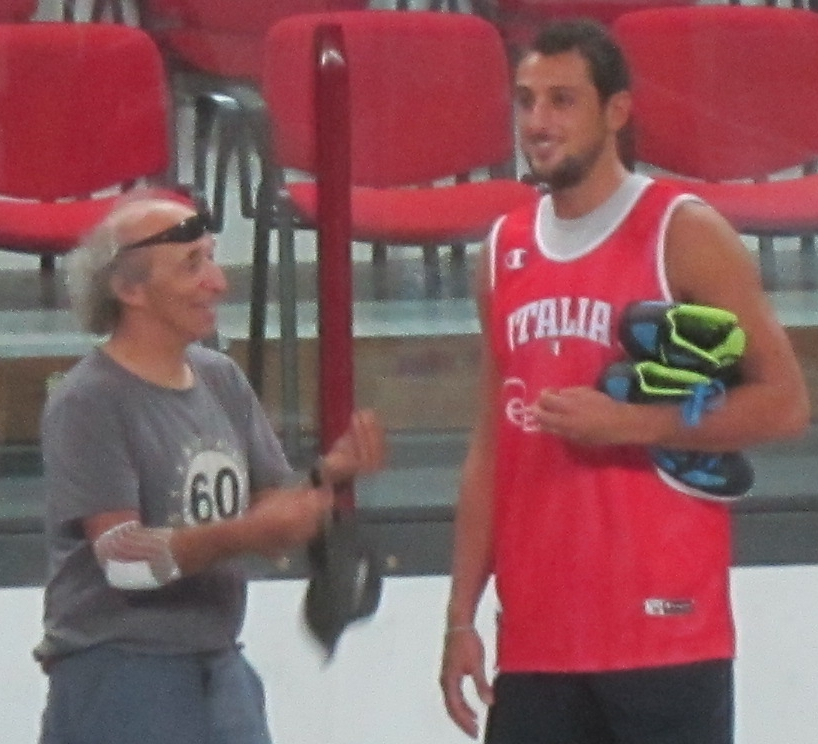
Bruno Arena insieme al cestista Marco Belinelli nell'agosto 2011

Bruno Arena nasce a Milano il 12 gennaio 1957, di origine messinese da parte di padre, frequenta il liceo artistico, per poi iscriversi all'ISEF e diventare insegnante di educazione fisica. Insegna in alcune scuole elementari, medie e superiori in provincia di Varese.
Nel 1983 si avvicina allo spettacolo nelle vesti di animatore turistico, esibendosi nei suoi primi spettacoli comici. Nel 1984 viene coinvolto in un grave incidente automobilistico che lo obbliga a sottoporsi a diverse operazioni chirurgiche, con la perdita parziale della vista da un occhio. Proprio questo incidente, che lo ha reso così come appariva, veniva sdrammatizzato in ogni suo spettacolo con battute sulla propria "bruttezza".
Nel 1988 conosce Max Cavallari, incontro che gli cambia la vita e che lo spinge verso la carriera cabarettistica. Proprio nel 1988, durante una passeggiata sulle spiagge di Palinuro, in provincia di Salerno, insieme a Cavallari forma il duo comico che lo renderà famoso. Decidono di chiamarsi Fichi d'India, nome scelto per rendere omaggio alla cornice della passeggiata, le piante di fichi d'India.
Il duo comico esordisce sul palco di un locale di cabaret di Varese, il "Fuori pasto", per poi iniziare ad esibirsi in tutta Italia, tra locali di vario genere. Nel 1994 approdano su Italia 1, all'interno della trasmissione TV Yogurt - Fermenti attivi. Sempre nello stesso anno vengono contattati da Radio Deejay, per la quale iniziano a scrivere e condurre una loro trasmissione, Tutti per l'una, in compagnia di Marco Baldini fino al 1998. La loro carriera prende il via definitivamente in televisione su Canale 5, grazie alla partecipazione al programma La sai l'ultima?, la famosa gara di barzellette. Il duo non si fa mai mancare l'approccio dal vivo e tra il 1996 e il 1998 anima le stagioni estive dell'Aquafan di Riccione.
I Fichi d'India appaiono nelle prime edizioni di Zelig, trasmesso da Italia 1, ed è proprio questa esperienza a rendere il duo comico tra i più famosi d'Italia. Tra il 2001 e il 2003 fanno parte inoltre del cast dei cinepanettoni Merry Christmas, Natale sul Nilo e Natale in India, con protagonisti loro e gli attori Christian De Sica, Massimo Boldi, Biagio Izzo, Enzo Salvi e Paolo Conticini. Intorno al 2007 il duo partecipa a Colorado fino al 2012, per poi tornare a Zelig nel 2013. Inoltre partecipa ad una serie di film comici tra il 1999 e il 2008. Bruno Arena, sempre con il collega Cavallari, ha partecipato a varie edizioni di Miss Padania, concorso di bellezza organizzato dalla Lega Nord. Nell'edizione del 2006 i due sono stati oggetto di critiche per alcune battute sui siciliani.

### Ultimi anni e morte
Il 17 gennaio 2013 è vittima della rottura di un aneurisma che gli causa un'emorragia cerebrale durante la registrazione di una puntata del programma Zelig. Operato d'urgenza, il comico lascia l'ospedale San Raffaele di Milano l'11 febbraio per trasferirsi in un centro di riabilitazione. Dopo aver iniziato ad avere alcune reazioni coscienti, il 1º marzo esce dal coma e inizia la fase di riabilitazione. Il 5 aprile 2014 Arena fa il primo ritorno in pubblico allo Stadio San Siro durante la partita che vede l'Inter, di cui è tifoso, affrontare il Bologna. I postumi dell'aneurisma tuttavia lo lasciano afasico e impossibilitato a deambulare, impedendogli il ritorno alle scene e obbligandolo a una vita perlopiù ritirata. Muore nella sua casa a Barasso il 27 settembre 2022, all'età di 65 anni. Dopo i funerali, tenutisi presso la basilica di San Vittore a Varese, la salma dell'attore venne cremata presso il cimitero monumentale di Giubiano, a Varese, e le ceneri oggi sono custodite presso il cimitero di Barasso.

## Filmografia
- Lucignolo, regia di Massimo Ceccherini (1999)
- Amore a prima vista, regia di Vincenzo Salemme (1999)
- Amici Ahrarara, regia di Franco Amurri (2001)
- Merry Christmas, regia di Neri Parenti (2001)
- Pinocchio, regia di Roberto Benigni (2002)
- Natale sul Nilo, regia di Neri Parenti (2002)
- Natale in India, regia di Neri Parenti (2003)
- Le barzellette, regia di Carlo Vanzina (2004)
- Matrimonio alle Bahamas, regia di Claudio Risi (2007)
- La fidanzata di papà, regia di Enrico Oldoini (2008)